# Ormetica contraria
Ormetica contraria là một loài bướm đêm thuộc phân họ Arctiinae, họ Erebidae.